# Мушир
Мушир је била војна титула у Османском царству и одговара чину маршала. Чин Мушира је имао на пример Омер-паша Латас.